# Alberto Rosales
Alberto Rosales (Caracas, Venezuela, 5 de noviembre de 1931) es un filósofo venezolano.
Entre otros premios y reconocimientos ha recibido Premio Nacional de Humanidades (1997) y el Premio Nacional del Libro (CENAL 2008) por su obra Unidad en la dispersión, publicado por la Universidad de Los Andes (ULA) Mérida-Venezuela (2006).

## Biografía
Alberto Rosales obtuvo la licenciatura en filosofía por la Universidad Central de Venezuela (UCV) en el año 1957 y el doctorado en la misma disciplina por la Universidad de Colonia (Alemania) en 1967. Cursó estudios de postgrado en las universidades de Friburgo de Brisgovia (1953-1954) y Colonia (1957-1960 y 1962-1967). Fue también becario de la Humboldt-Stiftung, del DAAD y de la Friedrich Ebert Stiftung. 
Su actividad académica la desarrolló como profesor de la UCV, la Universidad Simón Bolívar (USB) y profesor invitado de la Universidad de los Andes (ULA). Fue fundador del Departamento de Filosofía de la USB y de la Revista Venezolana de Filosofía. Asimismo, contribuyó activamente en la fundación de la Maestría en Filosofía de la Universidad de Los Andes ULA. 
Hoy, a pesar de la complicada situación de las universidades venezolanas debido al acoso financiero e ideológico impuesto por el gobierno nacional, la Maestría continua sosteniendo ese esfuerzo y sus lineamientos fundacionales.

## Publicaciones

### Libros
- Transzendenz und Differenz (Phaenomenologica vol.33, Martinus Nijhoff, Den Haag, Holanda 1970) 320 págs.
- Siete Ensayos sobre Kant  (Consejo de publicaciones de la Universidad de Los Andes, Mérida, 1993) 295 págs.
- Sein und Subjektivität bei Kant. [Publicado en el año 2000 por Walter de Gruyter Verlag,Berlin – New York ] XI+370 págs.

- Unidad en la Dispersión. [Publicado por el Vice-Rectorado Académico de la Universidad de Los Andes, Mérida, 2006] 293 págs.
- Ser y subjetividad en Kant. (Editorial Biblos. Argentina)

### Artículos disponibles en la Web
- El problema del relativismo
- El problema del final de la filosofía  Archivado el 6 de enero de 2014 en Wayback Machine.
- El camino del filosofar  Archivado el 6 de enero de 2014 en Wayback Machine.
- El problema de la unidad de la filosofía  Archivado el 6 de enero de 2014 en Wayback Machine.
- Vías y extravíos del pensamiento latinoamericano  Archivado el 6 de enero de 2014 en Wayback Machine.